# SUITS/スーツ
『SUITS/スーツ』（原題：Suits）は、アメリカ・USAネットワークで2011年から2019年まで放送されていたテレビドラマ。シーズン9をもってシリーズが完結した。
日本ではユニバーサルチャンネルで2012年10月10日から2013年にかけてシーズン1のみが放送された。その後、Dlifeで2013年11月19日から放送を開始し、WOWOWプライムでも2014年1月15日から放送を開始した。テレビ東京でも2018年5月7日から6月14日まで『海外ドラマセレクション』枠にてシーズン1・シーズン2が放送された。現在様々なビデオオンデマンドサイトで配信されている。
2018年4月にKBSがリメイクした韓国語版を放送し、同年10月にフジテレビがリメイクして日本語版を作った。韓国版については『SUITS/スーツ〜運命の選択〜』を、日本版については『SUITS/スーツ (日本のテレビドラマ)』をそれぞれ参照。
2019年7月にアメリカ・USAネットワークで、ジェシカ・ピアソンを主役としたスピンオフ『SUITS:ジェシカ・ピアソン』（原題：Pearson）1シーズン全10話が放送された。日本ではU-NEXTで2020年2月から放映された。
さらに2025年には、舞台をロサンゼルスに移したスピンオフ『Suits: L.A.』（主演:スティーヴン・アメル）がNBCで制作・放映されたが、前作同様1シーズン（全11話）で打ち切りとなっている。

## 登場人物

### ピアソン・ハードマン事務所
ハーヴィー・スペクター
演 - ガブリエル・マクト、日本語吹替 - 桐本拓哉
ピアソン・ハードマンに勤める敏腕弁護士で、事務所の草創期を支えた自他共に認めるピアソンの片腕。序盤でシニア・パートナーへと昇進する。
非常に優秀であり、自分の才覚に絶対の自信を持つ傲慢な性格で係争においては勝利こそを至上とするためか、時に周囲を驚かせるような強引かつ違法ギリギリな手段に出ることも多々ある。その性格と優秀すぎる才能故にアソシエイトを雇わずにいた一匹狼だったが、ピアソンから強引にアソシエイトを雇う事を勧められ渋々だが採用の面接試験を行い、そこでマイクと出会うこととなる。
一匹狼で自分勝手だったがマイクとの関係を通して徐々に人間らしい情義に目覚め始め、自身が認めた相手に対してはさまざまな便宜を図るなど情に厚い一面も持ち始めるようになる。
女性にモテるためかなりのプレイボーイであるが、母が家族を捨て男と駆け落ちしたため、浮気や不倫に対し強い反感を持っている。
父はジャズバンドのサックス奏者で、落ち込んだ時などに自分のオフィスで父の演奏するレコードを聴いたりすることも。
母は上記にある通り、不倫し、ハーヴィーはその現場を幼少期に目撃している。不倫は複数回行なっていたが、最終的に父の親友ボブと駆け落ちする。長年、尊敬している父の存在とは対照的に、母には不倫を黙っておくよう幼少期に懇願されていたこともあり、父の葬式に会ってから7年間も連絡を取らなかったほどである。しかし、シーズン6では事務所からジェシカが去る、ルイスに対する過剰な叱責など心身ともに疲弊したハーヴィーに対し、ドナが母と和解するよう勧めボストンへと向かい、共に謝罪し和解する。シーズン6時点で母は大学で絵を教えており、ハーヴィーと上手くいっていた頃の思い出であるアヒルの絵が飾られた写真を自分の教室に飾っていた。
マイクの学歴詐称を知りながらも彼の才能を見抜き、部下として使い続けるが、それが彼らにとって思わぬアクシデントを呼び込むことにもなる。
多趣味だが特にスポーツ観戦を好み、オフィスにはレコードのコレクションの他に有名選手のサイン入りのバスケットボールやバットなどをコレクションしている。
もともとダメ人間だったところをジェシカに事務所の郵便スタッフとして雇われた。その後、優秀さを見込まれ、事務所に学費の融資を受けてハーバードを卒業。経験を積むためピアソンの指示で検事補になっていたが、上司の証拠改竄に幻滅して辞職、ドナを連れて事務所に復帰した。
マイク・ロス
演 - パトリック・J・アダムス、日本語吹替 - 西健亮
天才的な頭脳と完全記憶力を持つ青年。
両親を早くに亡くし、祖母が唯一の肉親。
かつては弁護士を目指して大学に通っていたが、数学の答案を学長の娘に売ったことで学長の怒りを買って退学処分にされ、ハーバードへの編入も取り消された。その後はロードバイクでの配達の他に麻薬の密売や運び屋をしつつ、その頭脳と記憶力を活かした成りすましによって試験の代行などの違法行為に手を染めていた。
ある日、麻薬密売の取締りから逃げ込んだ場所でアソシエイト募集の面接試験をしていたハーヴィーと出会ったことで彼の生活は一変する。
最初は経験不足から未熟さを見せるが、ハーヴィーの仕事をこなすうちに周囲を驚かせるほどの手腕を見せるほどに成長していく。
辛い過去からか他人に対する思いやりが強く、依頼人に感情移入しすぎてしまうなど時に冷静さを失うことも多い。
祖母に育てられた経緯からかかなりのおばあちゃん子で、祖母のために高級アパートを買うことを夢見ている素朴な一面も持つ。
学歴を詐称して弁護士として働いていることが彼とハーヴィー、そして事務所のアキレス腱となり続けることになる。
序盤では、思いやり深い謙虚な青年だったが、弁護士としての経験を積むにつれ自信過剰で身勝手な一面が目立つようになり、周囲へ迷惑をかける事も多い。
シーズン途中である依頼人の依頼を円満に解決（親子喧嘩であったが）した際に、依頼人がハーバード大学のデータベースを改竄、これにより書類上の学歴は完璧となった。
シーズン3最終話にて、学歴詐称の後ろめたさや露見するリスクを解消するため、投資会社へ転職。
アソシエイト（s1-3）、投資銀行（s4）、ジュニアアソシエイト（s4-5）、服役囚、コンサルタント、街弁（s6）などを経て、紆余曲折はあったものの審査会で認められ本物の弁護士となる。
ルイス・リット
演 - リック・ホフマン、日本語吹替 - 横島亘
ピアソン・ハードマンに勤めるパートナー弁護士。
弁護士としては有能であるが、他人との関係を上手く築けない不器用な性格で、かなりひねくれた面があり、怒りに任せて他人を侮辱する事が非常に多い。
シーズン序盤では、ハーヴィーと犬猿の仲だが、内心はハーヴィーに憧れており、友人になりたいと切望しているが、事ある毎にハーヴィーから馬鹿にされて軽視される為、立腹して素直になれない彼であったが、シーズンが進むにつれ、二人の関係は、少しずつ雪解けへ向かっていく。
備忘録としてボイスレコーダーを良く利用している。
事務所のアソシエイトの教育係を務めているが、持ち前の性格と厳しい指導方針が災いしてアソシエイトからはよく思われていない。しかしそれはハードな経験を通して成長してもらうためであり、ルイスなりにアソシエイトを思って行動している。
劇中でも暴行を受けて負傷したマイクを何も言わずに、強引に治療を施すなどお人好しで面倒見がいい性格でもある。
猫と歌劇を愛して止まず、特に猫が病死した際には普段は見せない涙を見せるなど涙もろい一面も。
ハーヴィーをライバル視しており、お互いの性格もあってか衝突を繰り返している。そしてなかなか昇進の機会をくれないジェシカにもたびたび不満を漏らしている。
その性格や言動から誤解されがちだが彼も非常に優秀で、特に銀行や企業の経理など金融・財務関連ではハーヴィーすら上回る実績を持つ。
season4でシニアパートナーに昇格。　
シーズン終盤では、ルイスの得意分野での訴訟が多く、かなりの活躍を見せると共に、長期間セラピーを受けていた事により、狷介な性格も緩和され、周囲との対人関係も良好に保てるように成長した。
ジェシカ・ピアソン
演 - ジーナ・トーレス、日本語吹替 - 唐沢潤
ピアソン・ハードマンの所長で、常に冷静沈着な才媛。
確かな判断力と才能によって事務所を不動のものとしていく。
ドナ曰く「ボスとして尊敬できる人物」とのことで、誰に対しても正当な評価を下すようにしているが、時にそれがハーヴィーやルイスの不満を誘発することもある。
ハーヴィーとは事務所創立時からの付き合いであり、彼の強引な手法などをたしなめつつも彼に強い信頼を寄せている。
マイクの学歴詐称を知る数少ない人物だが、ハーヴィーがマイクを庇い続けたことから彼女もマイクの才能を知り、危険と知りつつもハーヴィーの元でアソシエイトとして働かせ続けている。
過去にハーヴィーと共にハードマンの不正を糾弾、半ば追い出す形で所長へと就任した経緯がある。ハードマンが復帰したことで事務所内で派閥争いを繰り広げていく。season6まで事務所代表を務めるも事務所を去った。
NYを去った後、ジェフと共にシカゴで弁護士業を行っていたが、ハーヴィー達が、ピアソン・スペクター事務所に過去に在籍したパートナー達から訴訟を起こされ、事務所の存続がピンチに陥った際、事務所を救う為、NYでの弁護士資格を剥奪される事を容認する。
その後、シカゴでの訴訟において、相手方の謀略により、シカゴでの弁護士資格まで剥奪されてしまう。
レイチェル・ゼイン
演 - メーガン・マークル、日本語吹替 - 世戸さおり
事務所のパラリーガル。父ロバートも弁護士であるが、比較されるのが嫌で口外していない。
優秀な人物で弁護士志望だが、ロースクールの試験を合格する自信が無く、受験を引き伸ばし続けている。
シーズン途中でマイクから勉強を教わり、ついにロースクールの試験に高得点で合格している。
元々、優秀ではあったが、シーズン終盤では、ハーヴィー達や実父のゼインまで救うなど、かなりの成長を見せる。
ドナ・ポールセン
演 - サラ・ラファティ、日本語吹替 - 行成とあ
人の心を読む能力に長け、先見力もあり思慮深い才女。
ハーヴィーとは検事時代よりの付き合いで、秘書を長年務めるが、後に事務所のCOOに就任する。
ハーヴィーが雇ったマイクを何かと気に掛けながら、彼らやルイスの潤滑剤的なポジションとして活躍する。
シーズン途中で過去に関わったある事件で証拠を見逃していた事がわかり、マイクから正直に報告するよう促される。しかしハーヴィーを守るために証拠を隠滅し、事務所を解雇される。その後復帰する。
ハーヴィーと検事時代より仕事が大成功した際には缶切りを使ってある事をしているが、劇中では一体何をしているのかはいまだ語られていない。
同僚とは恋愛しないと決めているが、ハーヴィーが検事局を退職した際に一度だけ関係を持ったことがある。
カトリーナ・ベネット
演 - アマンダ・シュル、日本語吹替 - 本名陽子
元検事補。アソシエイトとしてハーヴィーに採用された。
有能ではあるが、プライドが高く、好戦的な性格のため、周囲とのトラブルが絶えない。
最終的には一人一人と和解して、良好な関係を保つようになり、特にルイスに対しては、犬猿の仲から、親友といえるまでの関係に変化する。
ジェシカに良く思われず、ゼインの事務所へ移籍する事になるが、ハーヴィーの事務所がピンチになった際、ゼインの許しを得た上で、ハーヴィー達の事務所へ復帰を果たす。
シーズン後半では、忠誠心高く、思いやりがある性格へと変貌し、ルイスの良き補佐役として、度々ピンチを救う。
ジャック・ソロフ
演 - ジョン・パイパー＝ファーガソン、日本語吹替 -
ピアソン・スペクター・リットのシニア・パートナー。
執拗な性格で、水面下工作と扇動が得意。　ジェシカには比較的従順だが、ハーヴィーとは犬猿の仲。ハードマンに弱みを握られ事務所の乗っ取りを共謀する。
グレッチェン・ボディンスキー
演 - アロマ・ライト、日本語吹替 - 一柳みる
ハーヴィーの秘書。ドナの後任として採用された。冷静沈着で有能であり、怒りから狂騒状態にあるルイスでさえ叱責して黙らせてしまう迫力の持ち主。これが出来るのは、ハーヴィーと彼女だけである。
アレックス・ウィリアムズ
演 - デュレ・ヒル、日本語吹替 - 阪口周平
ハーヴィーの旧友。ブラットン・グールド事務所のパートナー弁護士。シニア・パートナーとしてハーヴィーに引き抜かれる。
サマンサ・ウィーラー
演 - キャサリン・ハイグル、日本語吹替 - 石塚理恵
スペクター・リットの新たなパートナー。以前はロバート・ゼインの右腕として知られた弁護士。

### マイクの交友関係
トレヴァー・エヴァンス
演 - トム・リピンスキー、日本語吹替 - 小林かつのり
マイクの悪友でどうしようもないダメ男。マイクが退学になるきっかけとなった。
麻薬の売買に手を出しているが、恋人のジェニーには自分の仕事をソフトウェア関係と話している。
マイクを酷い目に遭わせることが多いが、裏切る事だけはしない一面があったが、後にマイクを裏切り苦しめる事になる。
ジェニー・グリフィス
演 - ヴァネッサ・レイ、日本語吹替 - うえだ星子
トレヴァーの恋人で、人当たりが良い常識人。
トレヴァーが麻薬売買に関わっていることを知らない。
出会いの時点では、マイクに惹かれていたが、トレヴァーと付き合う。
紆余曲折を経て最終的にはマイクと付き合うが、短期間で別れてしまった。
エディス・ロス
演 - レベッカ・シャール、日本語吹替 - 岡本嘉子
マイクの祖母。現在は養老施設に入っている。幼くして両親を亡くしたマイクを育て上げた。
マイクがトレヴァーとつるんでいることをよく思っていない。

### マイクの同期
カイル・デュラント
演 - ベン・ホーリングスワース、日本語吹替 -
ピアソン・スペクターのアソシエイト。season1の中でルイスの部屋でチーム対抗のハーバードクイズや模擬裁判でマイクと競い合った。後にジェニーがマイクとレイチェルの関係を疑い、マイクとレイチェルを含むダブルデートを提案し、レイチェルには恋人がいなかったためカイルを誘い4人で食事に行くも、レイチェルが気がかりなマイクの言動によりジェニーから更に疑われてしまった。
ハロルド・ガンダーソン
演 - マックス・トップリン、日本語吹替 -
ピアソン・ハードマンのアソシエイトでマイクの同僚。能力自体は申し分ないが精神的にタフとはいえず、ルイスによるプレッシャーから委縮してしまい、よくミスをしている。
ピアソン・ハードマンを去った後、自分が事務所を去る事になった背景にマイクの裏切りがあった事を知り、一時マイクに敵対するが、最終的には関係を修復する。
ルイスとは過去の確執もあり、最後まで犬猿の仲。
ジミー・カークウッド
演 - プーチ・ホール、日本語吹替 -

### ハーヴィーの交友関係
デイナ・スコット
演 - アビゲイル・スペンサー、日本語吹替 - 甲斐田裕子
ダービーの事務所に勤める女性弁護士でハーヴィーのロースクール時代からのライバル。愛称はスコッティ。ハーヴィーとは時折ベッドを共にするカジュアルな関係であった。最終的に付き合うも、マイクの秘密を隠されていた事が原因で、ハーヴィーを信頼できなくなり別れてしまう。
トラヴィス・タナー
演 - エリック・クローズ、日本語吹替 - 宮内敦士
功名心から、無敗のハーヴィーを打ち負かそうと挑んできた敏腕弁護士。
かなりの所まで、ハーヴィーを追い詰めた強敵。
一見物腰柔らかな紳士だが、相手の弱みを的確に狙う冷徹な男。
キャメロン・デニス
演 - ゲイリー・コール、日本語吹替 - 内田直哉
ハーヴィーの元上司の地方検事。犯人検挙のため証拠の改竄を行っていた。
悪人を裁くためには手段を選ばない。
ハーヴィーに愛想を尽かされて去られた事を逆恨みしており、ハーヴィーを何度も苦しめるが、悪人を許さないという一点においては非常に筋を通す男。

### その他の法律家
ダニエル・ハードマン
演 - デヴィッド・コスタビル、日本語吹替 - 巻島康一
共同経営者としてピアソンと共に事務所を率いていた人物。ピアソン・ハードマンはもともと10年前に2人が在籍していた事務所を乗っ取って興したものである。
優秀な弁護士だが、傲慢な策略家であり、執拗な性格の上、目的達成のためなら卑劣な手段や不正に手を出すこともいとわない。
5年前に経費の横領と部下との不倫が発覚し、ジェシカとハーヴィーに脅され事務所から追放された。
シーズン2にて妻が死亡し、ばらされる心配がなくなったことで復帰。事務所内のパワーバランスを大きく変えていく。
エリック・ウッドール
演 - ジェリコ・イヴァネク、日本語吹替 - 烏丸祐一
狙った相手は徹底的に追求する連邦判事。ハーヴィー達を追い詰めるが、汚いやり方が仇となり一線を退くこととなった。
ショーン・ケイヒル
演 - ニール・マクドノー、日本語吹替 - 後藤敦
証券取引委員会職員。ハーヴィーの法律事務所の不正を暴こうとする。
しかし、後にハーヴィーと利害が一致し、捕らえられたマイクの釈放を実現するために手を組むこととなる。
ヘンリー・ジェラード
演 - スティーヴン・マクト、日本語吹替 - 長克巳
ハーバード大学の教授で法律倫理の権威。授業の成績基準は厳しいことで有名。マイクがでっち上げた記録が、ジェラード教授が絶対につけないA＋だったことから、ルイスが、マイクの経歴詐称を疑うこととなる。
趣味である賭け事が原因で、嫌疑をかけられることとなる。
マイクの秘密を知る人物の一人。
演じているスティーヴン・マクトはハーヴィー役のガブリエル・マクトの実父である。
ジェフ・マローン
演 - D・B・ウッドサイド、日本語吹替 - 山野井仁
ジェシカの恋人。シーズン3でマイクを追及した連邦検事ウッドオールの策略で証券取引委員会から事務所に送り込まれるが、ジェシカとハーヴィーに事務所で雇ってほしいと言い出す。
独立をするためにニューヨークを離れシカゴへに行くこととなる。
ロバート・ゼイン
演 - ウェンデル・ピアース、日本語吹替 - 手塚秀彰
レイチェルの父親であり著名な弁護士。自身の事務所を率いている。冷徹な性格ではあるが、一定の温かみも持つ性格。非常に怒りっぽい性格で、ほぼ常に怒っている。
娘であるレイチェルを非常に大事に思っており、恋人であるマイク・ロスを厳しい目で見ている。
エドワード・ダービー
演 - コンリース・ヒル、日本語吹替 - 武田幸史
イギリスの大手法律事務所所長。自身の事務所とピアソン・ハードマンの合併を画策する。同性愛者。
シーラ・サズ
演 - レイチェル・ハリス、日本語吹替 -
ハーバード・ロースクールの視察員。ルイスの恋人。色情狂な面を持つ。
ルイスとは婚約まで進んだが、意見の相違により破局。
後にマイクがハーバード・ロースクール卒という経歴詐称が露呈するきっかけを作る。
モニカ・イートン
演 - ジーナ・ホールデン、日本語吹替 -
ピアソン・ハードマンの元社員。
ナイジェル・ネズビット
演 - アダム・ゴドリー、日本語吹替 - 志賀麻登佳
イギリスの大手法律事務所に所属する弁護士。愛猫はミカド。ルイスとは同族嫌悪にも似た熾烈な争いを繰り広げる。
スティーヴン・ハントリー
演 - マックス・ビーズリー、日本語吹替 - 福田賢二
ダービーによって送り込まれたシニアパートナー。ハーヴィーの秘書であるドナに近づき親密な仲になるも、ある案件の黒幕であることがわかり、ハーヴィー達と敵対することとなる。

### クライアント企業
エヴァ・ヘシントン
演 - ミシェル・フェアリー、日本語吹替 - 野沢由香里
ヘシントン石油の社長。テロリストと殺人を共謀した罪を着せられる。
ジョナサン・シドウェル
演 - ブランドン・ファーラ、日本語吹替 - 佐野康之
シドウェル投資グループの投資家。経歴詐称の罪悪感に耐えられなくなったマイク・ロスを自身の会社で雇い入れる。
ローガン・サンダース
演 - ブレンダン・ハインズ、日本語吹替 - 千葉一伸
ハーヴィーのクライアントで、レイチェルの元不倫相手。
ウォルター・ギリス
演 - マイケル・グロス、日本語吹替 - 佐々木省三
ギリス産業のCEO。
チャールズ・フォースマン
演 - エリック・ロバーツ、日本語吹替 - 金尾哲夫
ハーヴィーに恨みを持つ投資家。
Dr.リプシッツ
演 - レイ・プロシア、日本語吹替 - 宮崎敦吉
グレッチェンの薦めで、ルイスが依頼したカウンセラー。

## スタッフ
- 製作総指揮・企画・脚本 - アーロン・コーシュ
- 製作総指揮 - ダグ・リーマン、デヴィッド・バーティス
- 製作総指揮・脚本 - ショーン・ヤブロンスキー

## エピソード一覧

### シーズン一覧
| シーズン | シーズン | エピソード | 米国での放送日                | 米国での放送日                |
| シーズン | シーズン | エピソード | 初回                          | 最終回                        |
| -------- | -------- | ---------- | ----------------------------- | ----------------------------- |
|          | 1        | 12         | 2011年6月23日                 | 2011年9月8日                  |
|          | 2        | 16         | 2012年6月14日                 | 2013年2月21日                 |
|          | 3        | 16         | 2013年7月16日                 | 2014年4月10日                 |
|          | 4        | 16         | 2014年6月11日                 | 2015年3月4日                  |
|          | 5        | 16         | 2015年6月24日                 | 2016年3月2日                  |
|          | 6        | 16         | 2016年7月13日                 | 2017年3月1日                  |
|          | 7        | 16         | 2017年7月12日                 | 2018年4月25日                 |
|          | 8        | 16         | 2018年7月18日                 | 2019年2月27日                 |
|          | 9        | 10         | 2019年7月17日                 | 2019年9月25日                 |
| トータル | トータル | 134        | 2011年6月23日 – 2019年9月25日 | 2011年6月23日 – 2019年9月25日 |

### シーズン1 (2011年)
| 通算 | 話数 | タイトル             | 原題                 | 監督                         | 米国放送日    | 視聴者数 (万人) |
| ---- | ---- | -------------------- | -------------------- | ---------------------------- | ------------- | --------------- |
| 1    | 1    | 弁護士の条件         | Pilot                | ケヴィン・ブレイ             | 2011年6月23日 | 464             |
| 2    | 2    | 特許の罠             | Errors and Omissions | ジョン・スコット             | 2011年6月30日 | 389             |
| 3    | 3    | 経営者の資質         | Inside Track         | ケヴィン・ブレイ             | 2011年7月7日  | 453             |
| 4    | 4    | 暴かれた秘密         | Dirty Little Secrets | デニー・ゴードン             | 2011年7月14日 | 438             |
| 5    | 5    | 長年の親友           | Bail Out             | ケイト・ウッズ               | 2011年7月21日 | 438             |
| 6    | 6    | インサイダー取引の謎 | Tricks of the Trade  | テリー・マクドノー           | 2011年7月28日 | 444             |
| 7    | 7    | 模擬裁判             | Play the Man         | ティム・マシスン             | 2011年8月4日  | 403             |
| 8    | 8    | 敵と味方の境界線     | Identity Crisis      | ノルベルト・バーバ           | 2011年8月11日 | 396             |
| 9    | 9    | 無敗の弁護士         | Undefeated           | フェリックス・アルカラ       | 2011年8月18日 | 445             |
| 10   | 10   | 罪の代償             | Shelf Life           | ジェニファー・ゲッツィンガー | 2011年8月25日 | 382             |
| 11   | 11   | ルールの遵守         | Rules of the Game    | マイク・スミス               | 2011年9月1日  | 396             |
| 12   | 12   | 無実の服役囚         | Dog Fight            | ケヴィン・ブレイ             | 2011年9月8日  | 347             |

### シーズン2 (2012年 - 2013年)
| 通算 | 話数 | タイトル           | 原題               | 監督                         | 米国放送日    | 視聴者数 (万人) |
| ---- | ---- | ------------------ | ------------------ | ---------------------------- | ------------- | --------------- |
| 13   | 1    | 闘いの始まり       | She Knows          | マイケル・スミス             | 2012年6月14日 | 347             |
| 14   | 2    | 強いられた決断     | The Choice         | ケヴィン・ブレイ             | 2012年6月21日 | 380             |
| 15   | 3    | 激しい攻防戦       | Meet the New Boss  | マイケル・スミス             | 2012年6月28日 | 388             |
| 16   | 4    | 宿敵の反撃         | Discovery          | ケヴィン・ブレイ             | 2012年7月12日 | 370             |
| 17   | 5    | 問われる責任       | Break Point        | クリストファー・ミシアーノ   | 2012年7月19日 | 372             |
| 18   | 6    | オール・イン       | All In             | ジョン・スコット             | 2012年7月26日 | 389             |
| 19   | 7    | 対決か和解か       | Sucker Punch       | アダム・デヴィッドソン       | 2012年8月2日  | 341             |
| 20   | 8    | 5年前の真相        | Rewind             | フェリックス・アルカラ       | 2012年8月9日  | 342             |
| 21   | 9    | 昇進への切符       | Asterisk           | ジェニファー・ゲッツィンガー | 2012年8月16日 | 400             |
| 22   | 10   | 真の首謀者         | High Noon          | ケヴィン・ブレイ             | 2012年8月23日 | 448             |
| 23   | 11   | 変えられない事実   | Blind-Sided        | デヴィッド・プラット         | 2013年1月17日 | 357             |
| 24   | 12   | 去り行く者         | Blood in the Water | ロジャー・キンブル           | 2013年1月24日 | 375             |
| 25   | 13   | ゼイン対ゼイン     | Zane vs. Zane      | ニコール・カッセル           | 2013年1月31日 | 336             |
| 26   | 14   | パートナーの逆襲   | He's Back          | ケヴィン・ブレイ             | 2013年2月7日  | 307             |
| 27   | 15   | ノルマンディー作戦 | Normandy           | テリー・マクドノー           | 2013年2月14日 | 290             |
| 28   | 16   | 壊れゆく絆         | War                | ジョン・スコット             | 2013年2月21日 | 320             |

### シーズン3 (2013年 - 2014年)
| 通算 | 話数 | タイトル       | 原題                  | 監督                         | 米国放送日    | 視聴者数 (万人) |
| ---- | ---- | -------------- | --------------------- | ---------------------------- | ------------- | --------------- |
| 29   | 1    | すれ違う思い   | The Arrangement       | クリストファー・ミシアーノ   | 2013年7月16日 | 293             |
| 30   | 2    | 雪解け         | I Want You to Want Me | ロジャー・キンブル           | 2013年7月23日 | 288             |
| 31   | 3    | 終わらぬ追及   | Unfinished Business   | アントン・クロッパー         | 2013年7月30日 | 247             |
| 32   | 4    | 危険な関係     | Conflict of Interest  | マイケル・スミス             | 2013年8月6日  | 299             |
| 33   | 5    | 刻まれた名前   | Shadow of a Doubt     | フェリックス・アルカラ       | 2013年8月13日 | 279             |
| 34   | 6    | 10年前の約束   | The Other Time        | ジョン・スコット             | 2013年8月20日 | 276             |
| 35   | 7    | 黒幕の正体     | She's Mine            | アントン・クロッパー         | 2013年8月27日 | 279             |
| 36   | 8    | チェックメイト | Endgame               | マイケル・スミス             | 2013年9月3日  | 352             |
| 37   | 9    | 不誠実な交渉   | Bad Faith             | クリストファー・ミシアーノ   | 2013年9月10日 | 295             |
| 38   | 10   | 大切な人       | Stay                  | ケヴィン・ブレイ             | 2013年9月17日 | 316             |
| 39   | 11   | 父への思い     | Buried Secrets        | チェリー・ノーラン           | 2014年3月6日  | 227             |
| 40   | 12   | 法の精神       | Yesterday's Gone      | アントン・クロッパー         | 2014年3月13日 | 227             |
| 41   | 13   | 因縁の対決     | Moot Point            | ケヴィン・ブレイ             | 2014年3月20日 | 235             |
| 42   | 14   | 揺れる心       | Heartburn             | ジェームズ・ホイットモア・Jr | 2014年3月27日 | 253             |
| 43   | 15   | 引き際         | Know When to Fold 'Em | アントン・クロッパー         | 2014年4月3日  | 250             |
| 44   | 16   | 辿り着いた答え | No Way Out            | マイケル・スミス             | 2014年4月10日 | 240             |

### シーズン4 (2014年 - 2015年)
| 通算 | 話数 | タイトル           | 原題                        | 監督                         | 米国放送日    | 視聴者数 (万人) |
| ---- | ---- | ------------------ | --------------------------- | ---------------------------- | ------------- | --------------- |
| 45   | 1    | 決闘               | One-Two-Three Go...         | アントン・クロッパー         | 2014年6月11日 | 250             |
| 46   | 2    | 恋人 vs 元恋人     | Breakfast, Lunch and Dinner | ロジャー・キンブル           | 2014年6月18日 | 265             |
| 47   | 3    | 汚れた戦法         | Two in the Knees            | アントン・クロッパー         | 2014年6月25日 | 276             |
| 48   | 4    | 深まる苦境         | Leveraged                   | ケヴィン・ブレイ             | 2014年7月9日  | 242             |
| 49   | 5    | 喜劇の弁護士       | Pound of Flesh              | クリストファー・ミシアーノ   | 2014年7月16日 | 233             |
| 50   | 6    | マグカップの救世主 | Litt the Hell Up            | シルヴァー・ツリー           | 2014年7月23日 | 270             |
| 51   | 7    | 突然の別れ         | We're Done                  | チェリー・ノーラン           | 2014年7月30日 | 281             |
| 52   | 8    | 罪の告白           | Exposure                    | ジョン・スコット             | 2014年8月6日  | 259             |
| 53   | 9    | 男のケジメ         | Gone                        | ジェームズ・ホイットモア・Jr | 2014年8月13日 | 259             |
| 54   | 10   | 秘密を握るカギ     | This Is Rome                | ロジャー・キンブル           | 2014年8月20日 | 276             |
| 55   | 11   | 代表の器           | Enough Is Enough            | ガブリエル・マクト           | 2015年1月28日 | 187             |
| 56   | 12   | 尊敬とプライド     | Respect                     | アントン・クロッパー         | 2015年2月4日  | 167             |
| 57   | 13   | 過去へのドライブ   | Fork in the Road            | マイケル・スミス             | 2015年2月11日 | 146             |
| 58   | 14   | 内部告発           | Derailed                    | パトリック・J・アダムス      | 2015年2月18日 | 170             |
| 59   | 15   | 守るべき人         | Intent                      | シルヴァー・ツリー           | 2015年2月25日 | 180             |
| 60   | 16   | 愛の示し方         | Not Just a Pretty Face      | アントン・クロッパー         | 2015年3月4日  | 155             |

### シーズン5 (2015年 - 2016年)
| 通算 | 話数 | タイトル         | 原題              | 監督                    | 米国放送日    | 視聴者数 (万人) |
| ---- | ---- | ---------------- | ----------------- | ----------------------- | ------------- | --------------- |
| 61   | 1    | 拒絶             | Denial            | アントン・クロッパー    | 2015年6月24日 | 213             |
| 62   | 2    | 嫉妬             | Compensation      | マイケル・スミス        | 2015年7月1日  | 227             |
| 63   | 3    | 権力争い         | No Refills        | アントン・クロッパー    | 2015年7月8日  | 216             |
| 64   | 4    | ウワサの妹       | No Puedo Hacerlo  | シルヴァー・ツリー      | 2015年7月15日 | 238             |
| 65   | 5    | 許されざる男     | Toe to Toe        | ケヴィン・ブレイ        | 2015年7月22日 | 209             |
| 66   | 6    | 裏切りの代償     | Privilege         | マイケル・スミス        | 2015年7月29日 | 216             |
| 67   | 7    | ウィークポイント | Hitting Home      | ロジャー・キンブル      | 2015年8月5日  | 208             |
| 68   | 8    | 綻び             | Mea Culpa         | ケイト・デニス          | 2015年8月12日 | 231             |
| 69   | 9    | 復讐の始まり     | Uninvited Guests  | シルヴァー・ツリー      | 2015年8月19日 | 230             |
| 70   | 10   | それぞれの覚悟   | Faith             | アントン・クロッパー    | 2015年8月26日 | 234             |
| 71   | 11   | 密告者探し       | Blowback          | チェリー・ノーラン      | 2016年1月27日 | 174             |
| 72   | 12   | 試される絆       | Live to Fight…    | ロブ・セデングラン      | 2016年2月3日  | 151             |
| 73   | 13   | 広がる波紋       | God's Green Earth | アントン・クロッパー    | 2016年2月10日 | 171             |
| 74   | 14   | 開廷             | Self Defense      | パトリック・J・アダムス | 2016年2月17日 | 158             |
| 75   | 15   | 決断のとき       | Tick Tock         | ロジャー・キンブル      | 2016年2月24日 | 173             |
| 76   | 16   | 72時間           | 25th Hour         | アントン・クロッパー    | 2016年3月2日  | 171             |

### シーズン6 (2016年 - 2017年)
| 通算 | 話数 | タイトル       | 原題                    | 監督                       | 米国放送日    | 視聴者数 (万人) |
| ---- | ---- | -------------- | ----------------------- | -------------------------- | ------------- | --------------- |
| 77   | 1    | トラブルに乾杯 | To Trouble              | シルヴァー・ツリー         | 2016年7月13日 | 185             |
| 78   | 2    | 解放宣言       | Accounts Payable        | マイケル・スミス           | 2016年7月20日 | 165             |
| 79   | 3    | 再起をかけて   | Back on the Map         | チェリー・ノーラン         | 2016年7月27日 | 178             |
| 80   | 4    | 秘策           | Turn                    | クリストファー・ミシアーノ | 2016年8月3日  | 181             |
| 81   | 5    | 勝ち得た信頼   | Trust                   | ケイト・デニス             | 2016年8月10日 | 151             |
| 82   | 6    | 夢と現実       | Spain                   | シルヴァー・ツリー         | 2016年8月17日 | 168             |
| 83   | 7    | 揺さぶり       | Shake the Trees         | アントン・クロッパー       | 2016年8月24日 | 183             |
| 84   | 8    | 自由への切符   | Borrowed Time           | ガブリエル・マクト         | 2016年8月31日 | 188             |
| 85   | 9    | 最後の切り札   | The Hand That Feeds You | ロジャー・キンブル         | 2016年9月7日  | 187             |
| 86   | 10   | P.S.L.         | P.S.L.                  | ケヴィン・ブレイ           | 2016年9月14日 | 192             |
| 87   | 11   | 再出発         | She's Gone              | パトリック・J・アダムス    | 2017年1月25日 | 137             |
| 88   | 12   | 許しのアヒル   | The Painting            | グレゴール・ジョーダン     | 2017年2月1日  | 153             |
| 89   | 13   | ジレンマ       | Teeth, Nose, Teeth      | シルヴァー・ツリー         | 2017年2月8日  | 128             |
| 90   | 14   | 裏取引         | Admission of Guilt      | マイケル・スミス           | 2017年2月15日 | 121             |
| 91   | 15   | 届かぬ理想     | Quid Pro Quo            | モーリス・マラブル         | 2017年2月22日 | 125             |
| 92   | 16   | 最強の味方     | Character and Fitness   | ロジャー・キンブル         | 2017年3月1日  | 113             |

### シーズン7 (2017年 - 2018年)
| 通算 | 話数 | タイトル     | 原題               | 監督                       | 米国放送日    | 視聴者数 (万人) |
| ---- | ---- | ------------ | ------------------ | -------------------------- | ------------- | --------------- |
| 93   | 1    | 未来への投資 | Skin in the Game   | シルヴァー・ツリー         | 2017年7月12日 | 140             |
| 94   | 2    | 理想像       | The Statue         | マイケル・スミス           | 2017年7月19日 | 136             |
| 95   | 3    | 泥沼の悪夢   | Mudmare            | モーリス・マラブル         | 2017年7月26日 | 141             |
| 96   | 4    | 歩み寄り     | Divide and Conquer | アントン・クロッパー       | 2017年8月2日  | 141             |
| 97   | 5    | 約束の重み   | Brooklyn Housing   | ロジャー・キンブル         | 2017年8月9日  | 129             |
| 98   | 6    | ウソとホンネ | Home to Roost      | ヴァレリー・ウェイス       | 2017年8月16日 | 147             |
| 99   | 7    | 7年前の借り  | Full Disclosure    | チェリー・ノーラン         | 2017年8月23日 | 135             |
| 100  | 8    | 100          | 100                | パトリック・J・アダムス    | 2017年8月30日 | 151             |
| 101  | 9    | 羞恥心       | Shame              | シルヴァー・ツリー         | 2017年9月6日  | 164             |
| 102  | 10   | ドナ         | Donna              | マイケル・スミス           | 2017年9月13日 | 168             |
| 103  | 11   | 辛い選択     | Hard Truths        | クリストファー・ミシアーノ | 2018年3月28日 | 118             |
| 104  | 12   | ワルい男     | Bad Man            | ロジャー・キンブル         | 2018年4月4日  | 106             |
| 105  | 13   | 二つに一つ   | Inevitable         | クリストファー・ミシアーノ | 2018年4月11日 | 95              |
| 106  | 14   | 愛と犠牲     | Pulling the Goalie | エミール・レヴェセッティ   | 2018年4月18日 | 99              |
| 107  | 15   | 託された運命 | Tiny Violin        | クリストファー・ミシアーノ | 2018年4月25日 | 109             |
| 108  | 16   | 来るべき時   | Good-Bye           | アントン・L・クロッパー    | 107           |                 |

### シーズン8 (2018年 - 2019年)
| 通算 | 話数 | タイトル               | 原題                         | 監督                       | 米国放送日    | 視聴者数 (万人) |
| ---- | ---- | ---------------------- | ---------------------------- | -------------------------- | ------------- | --------------- |
| 109  | 1    | 腹心の部下             | Right-Hand Man               | クリストファー・ミシアーノ | 2018年7月18日 | 127             |
| 110  | 2    | 吠えたライオン         | Pecking Order                | マイケル・スミス           | 2018年7月25日 | 118             |
| 111  | 3    | 約束と約束             | Promises, Promises           | ロジャー・キンブル         | 2018年8月1日  | 116             |
| 112  | 4    | 最大限の利益           | Revenue Per Square Foot      | マイケル・スミス           | 2018年8月8日  | 109             |
| 113  | 5    | ドロドロな関係         | Good Mudding                 | ヴァレリー・ウェイス       | 2018年8月15日 | 115             |
| 114  | 6    | ルイスとハーヴィー     | Cats, Ballet, Harvey Specter | エミール・レヴェセッティ   | 2018年8月22日 | 122             |
| 115  | 7    | 不機嫌なブドウ         | Sour Grapes                  | ガブリエル・マクト         | 2017年8月29日 | 113             |
| 116  | 8    | 弱さと強さ             | Coral Gables                 | クリストファー・ミシアーノ | 2018年9月5日  | 130             |
| 117  | 9    | 一触即発               | Motion to Delay              | クリストファー・ミシアーノ | 2018年9月12日 | 107             |
| 118  | 10   | マネージングパートナー | Managing Partner             | シルヴァー・ツリー         | 2018年9月19日 | 108             |
| 119  | 11   | ロッキー8              | Rocky 8                      | ロジャー・キンブル         | 2019年1月23日 | 82              |
| 120  | 12   | クジラ狩り             | Whale Hunt                   | ヴァレリー・ウェイス       | 2019年1月30日 | 91              |
| 121  | 13   | 最善策                 | The Greater Good             | ダレン・グラント           | 2019年2月6日  | 77              |
| 122  | 14   | 似た者同士             | Peas in a Pod                | クリストファー・ミシアーノ | 2019年2月13日 | 78              |
| 123  | 15   | 当て馬                 | Stalking Horse               | クロエ・ドモン             | 2019年2月20日 | 69              |
| 124  | 16   | 最愛の人               | Harvey                       | クリストファー・ミシアーノ | 2019年2月27日 | 74              |

### シーズン9 (2019年)
| 通算 | 話数 | タイトル                 | 原題                 | 監督                           | 米国放送日    | 視聴者数 (万人) |
| ---- | ---- | ------------------------ | -------------------- | ------------------------------ | ------------- | --------------- |
| 125  | 1    | 変わるものと変わらぬもの | Everything's Changed | クリストファー・ミシアーノ     | 2019年7月17日 | 104             |
| 126  | 2    | スペシャルマスター       | Special Master       | マイケル・スミス               | 2019年7月24日 | 104             |
| 127  | 3    | ラ・マンチャの男         | Windmills            | ガブリエル・マクト             | 2019年7月31日 | 94              |
| 128  | 4    | 敬意なき関係             | Cairo                | アントン・クロッパー           | 2019年8月7日  | 100             |
| 129  | 5    | 銃とバイオリン           | If the Shoe Fits     | クリストファー・ミシアーノ     | 2019年8月14日 | 96              |
| 130  | 6    | 倫理観                   | Whatever It Takes    | マイケル・スミス               | 2019年8月21日 | 105             |
| 131  | 7    | ロードトリップ           | Scenic Route         | エミール・レヴェセッティ       | 2019年9月4日  | 107             |
| 132  | 8    | 囚人のジレンマ           | Prisoner's Dilemma   | ジュリアン・ホームズ           | 2019年9月11日 | 97              |
| 133  | 9    | 命運を賭けた対決         | Thunder Away         | ロバート・ダンカン・マクニール | 2019年9月18日 | 96              |
| 134  | 10   | クローザーの条件         | One Last Con         | アーロン・コーシュ             | 2019年9月25日 | 86              |

## 海外版

### 韓国版
2018年4月から、韓国版『SUITS』（主演：チャン・ドンゴン、パク・ヒョンシク）が制作・放送された（週2回、全16話）。

### 日本版
日本版『SUITS/スーツ』がフジテレビジョンの制作により同局系「月9ドラマ」枠で2018年10月から12月まで放送された（主演：織田裕二、中島裕翔）。続編『SUITS/スーツ2』が同枠で2020年4月から7月まで放送。